# 拐子銃
拐子銃是明朝的一種單兵用火器，相較於當時其他種類的火繩槍，拐子銃的特色就是它的推進藥與彈頭是包在同一個包裝裡，這種彈藥包稱為子銃，子銃外連著一條導火線，發射將子銃放入作為銃管與把手的母銃中點火擊發，通常一個母銃的銃管可以裝填數發子銃，因此射擊頻率較其它的前膛式火器來得更高。